# Aube (Thon)
Pour les articles homonymes, voir Aube.
L'Aube est une rivière française du département des Ardennes de la région Grand Est et un affluent gauche du Thon, c'est-à-dire un sous-affluent de la Seine par l'Oise.

## Géographie
D'une longueur de 18,2 kilomètres,
l'Aube prend sa source sur la commune de Flaignes-Havys à 244 mètres d'altitude.
Il coule globalement de l'est vers l'ouest en faisant un petit arc vers le sud.
Il conflue sur la commune de Hannappes, à 177 mètres d'altitude.

### Communes et cantons traversés
Dans le seul département des Ardennes, l'Aube traverse les cinq communessauvantes, dans un seul canton, dans le sens amont vers aval, de Flaignes-Havys (source), Prez, Aouste, Rumigny, Hannappes (confluence).
Soit en termes de cantons, l'Aube prend source, traverse et conflue dans l'ancien seul canton de Rumigny, aujourd'hui dans le canton de Signy-l'Abbaye, dans l'arrondissement de Charleville-Mézières.

### Bassin versant
L'Aube traverse une seule zone hydrographique Le Ton de sa source au confluent de l'Oise (exclu) (H003) pour 294 km2 de superficie. Ce bassin versant est constitué à 83,42 de « territoires agricoles », à 13,14 de « forêts et milieux semi-naturels », à 3,17 de « territoires artificialisés ».
Les cinq communes traversées par l'Aube représente 998 habitants, pour 65 km2 de superficie avec 15,4 hab./km2 à 206 m d'altitude moyenne.

### Organisme gestionnaire
L'organisme gestionnaire est le SIGBVOA ou syndicat intercommunal pour la gestion du bassin versant de l'Oise Amont, créé le 26 mars 1981, de structure juridique SIVU, et sis à Étréaupont.

## Affluents
L'Aube a cinq affluents référencés :
- le ruisseau de Gandlu (rg) 5,9 km, sur les deux communes de et Liart (source) et Aouste (confluence)[notes 2]. avec un affluent :
  - le ruisseau du Petit Moulin (rg) 1,9 km, sur les trois communes de Aouste, La Férée, et Liart[notes 3].
- le ruisseau du Moulin Veron ou ruisseau de la Fontaine Rouge (rg) 4,2 km, sur les trois communes de Blanchefosse-et-Bay (source), La Férée, Aouste (confluence).
- le ruisseau de Laval Destrebay (rd) 7,2 km, sur les trois communes de Estrebay (source), Aouste, Rumigny (confluence)[notes 4] avec un affluent :
  - le ruisseau de la Vallée (rd) 1,4 km, sur les deux communes de Champlin (source) et Estrebay (confluence)[notes 5].
- le ruisseau de Beaury  (rd) 0,9 km, sur la seule commune de Rumigny.
- le ruisseau des Bouvris ou ruisseau de la Rue du Moulin (rg) 4,4 km, sur les deux communes de Blanchefosse-et-Bay (source) et Rumigny (confluence)[notes 6] avec deux affluents :
  - le ruisseau des Fouées (rd) 2,7 km, sur les deux communes de Blanchefosse-et-Bay (source) et Rumigny (confluence)[notes 6].
  - le ruisseau des Aulnettes (rd) 2,5 km, sur la seule commune de Rumigny (source et confluence)[notes 7].

Donc le rang de Strahler est de trois.